# Regnensi

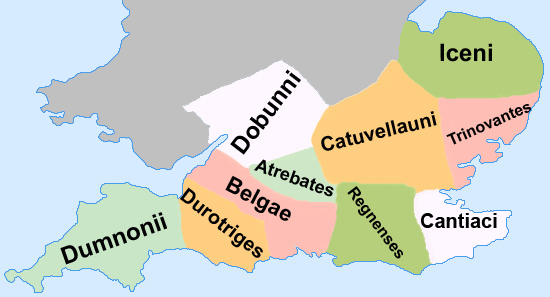
Tribù celtiche nell'Inghilterra Meridionale.

I Regnensi, Regni o Regini appartenevano a un regno celtico della Britannia e poi a una civitas romana. La loro capitale era Noviomagus Reginorum, oggi Chichester nel Sussex occidentale. Prima della conquista romana il loro territorio e la loro capitale sembra fossero stati confederati con gli Atrebati. È stato ipotizzato che dopo la prima fase della conquista, i Romani avessero mantenuto gli Atrebati come regno cliente che fungesse da stato cuscinetto tra la provincia romana a est e le terre ancora non conquistate dell'ovest. Il sovrano del regno era Tiberio Claudio Cogidubno, come ricorda Tacito, a cui era stata data la cittadinanza romana da Claudio o Nerone, come viene attestato in un'iscrizione del primo secolo trovata a Chichester. Cogidubno era forse un parente di Verica, il re atrebate che era stato spodestato con una scusa dopo la conquista. Dopo la morte di Cogidubno, il regno potrebbe essere stato incorporato direttamente nel territorio della provincia e diviso in diverse civitates, tra cui Atrebati, Belgi e Regnensi. La teoria secondo cui Cogidubno divenne un legato, rango che veniva dato solo ai senatori, si basa su un'iscrizione danneggiata proveniente da Chichester in cui si legge Cogidubni regis legati Augusti in Britannia ("re e legato imperiale in Britannia"). Molto più probabilmente l'iscrizione va letta così: Cogidubni regis magni Britanniae, cioè "grande re della Britannia".

## Monete regnensi

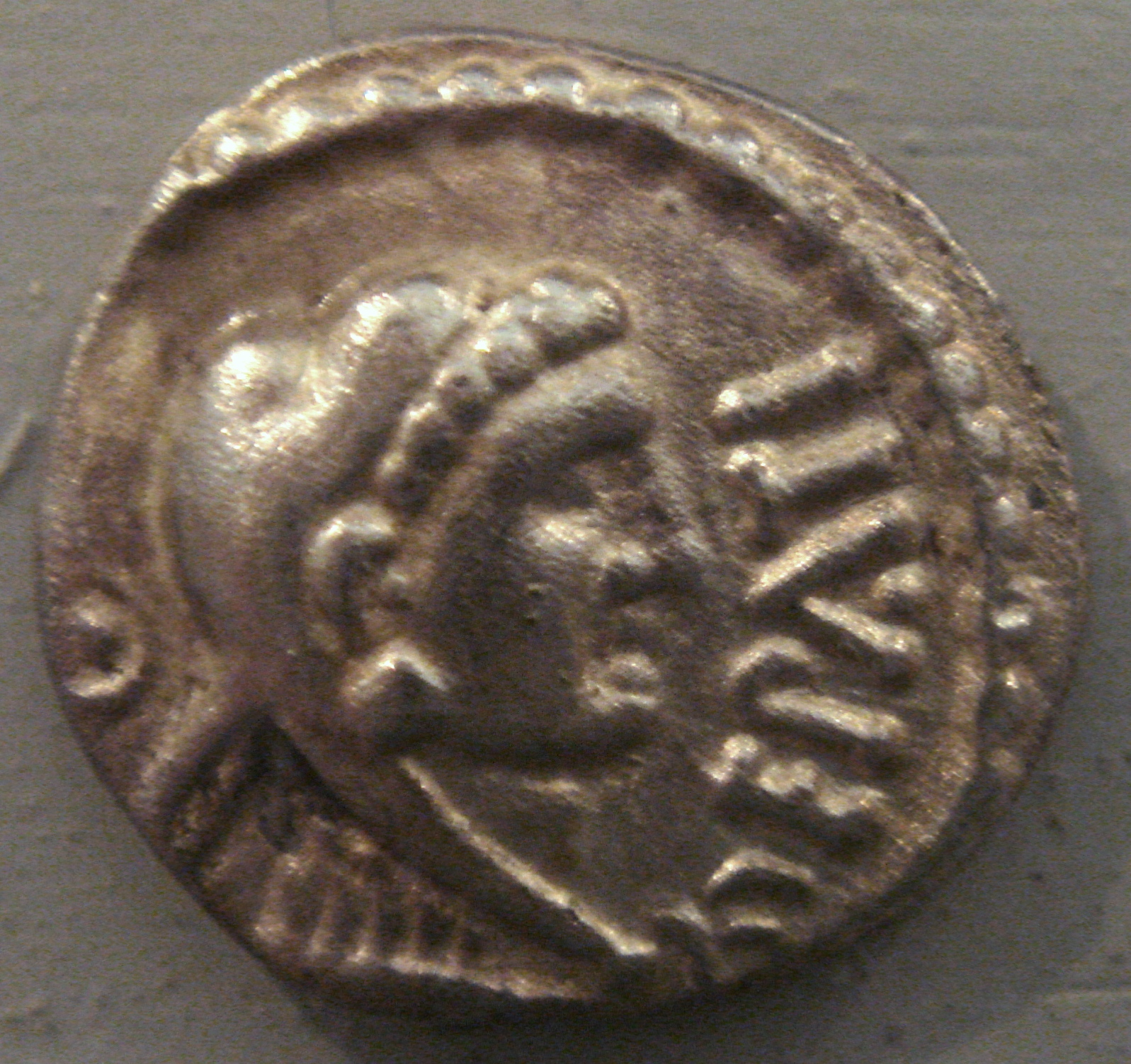
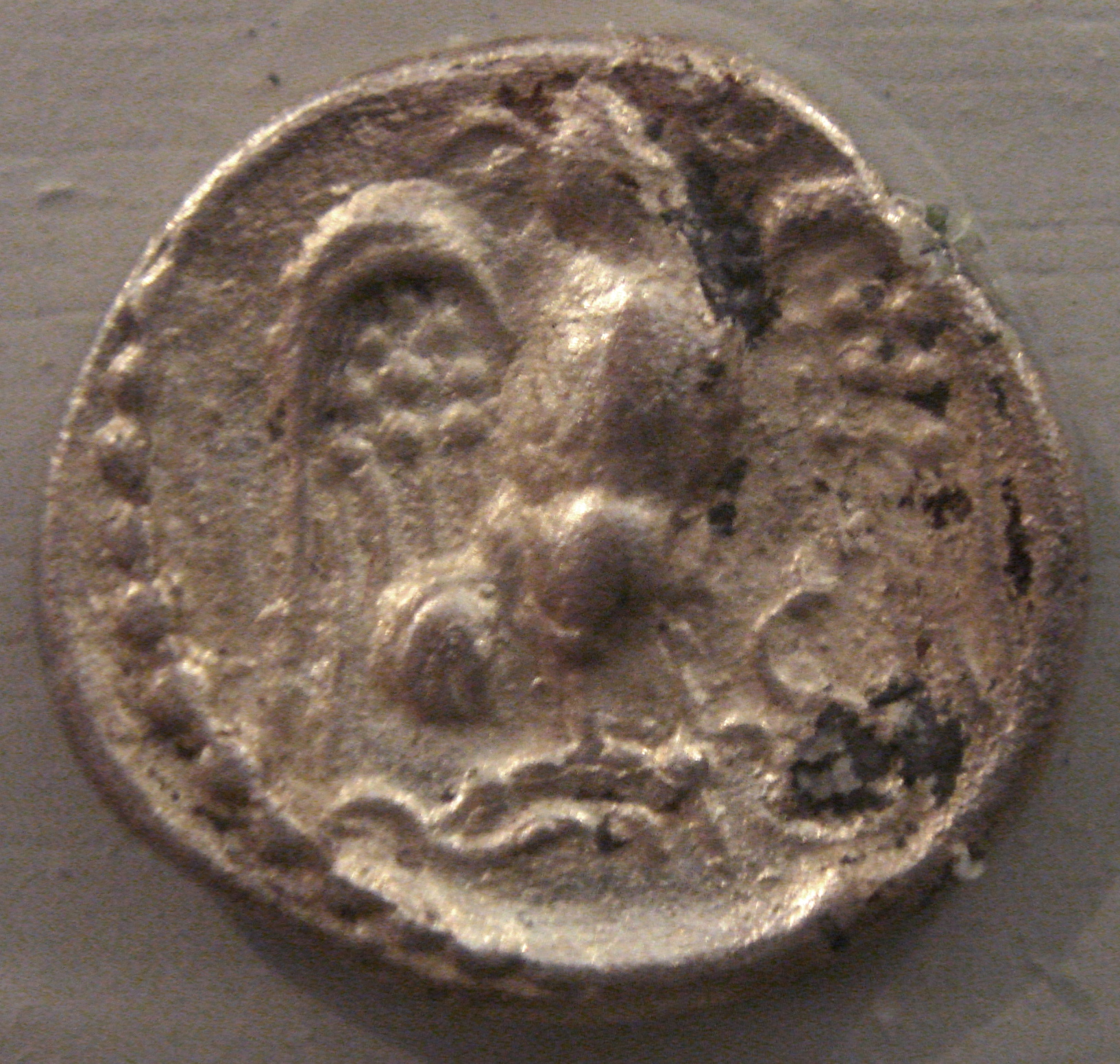
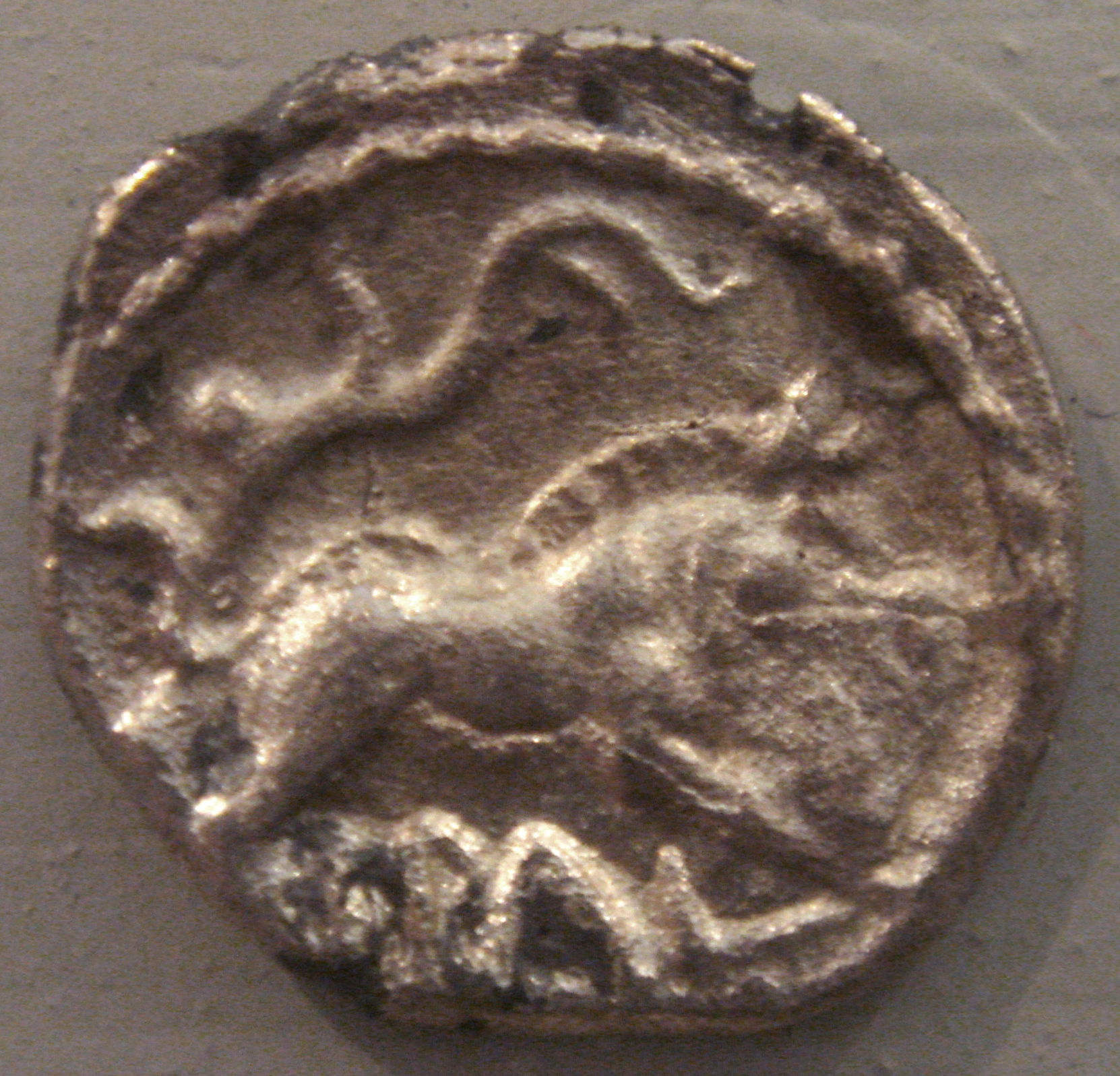
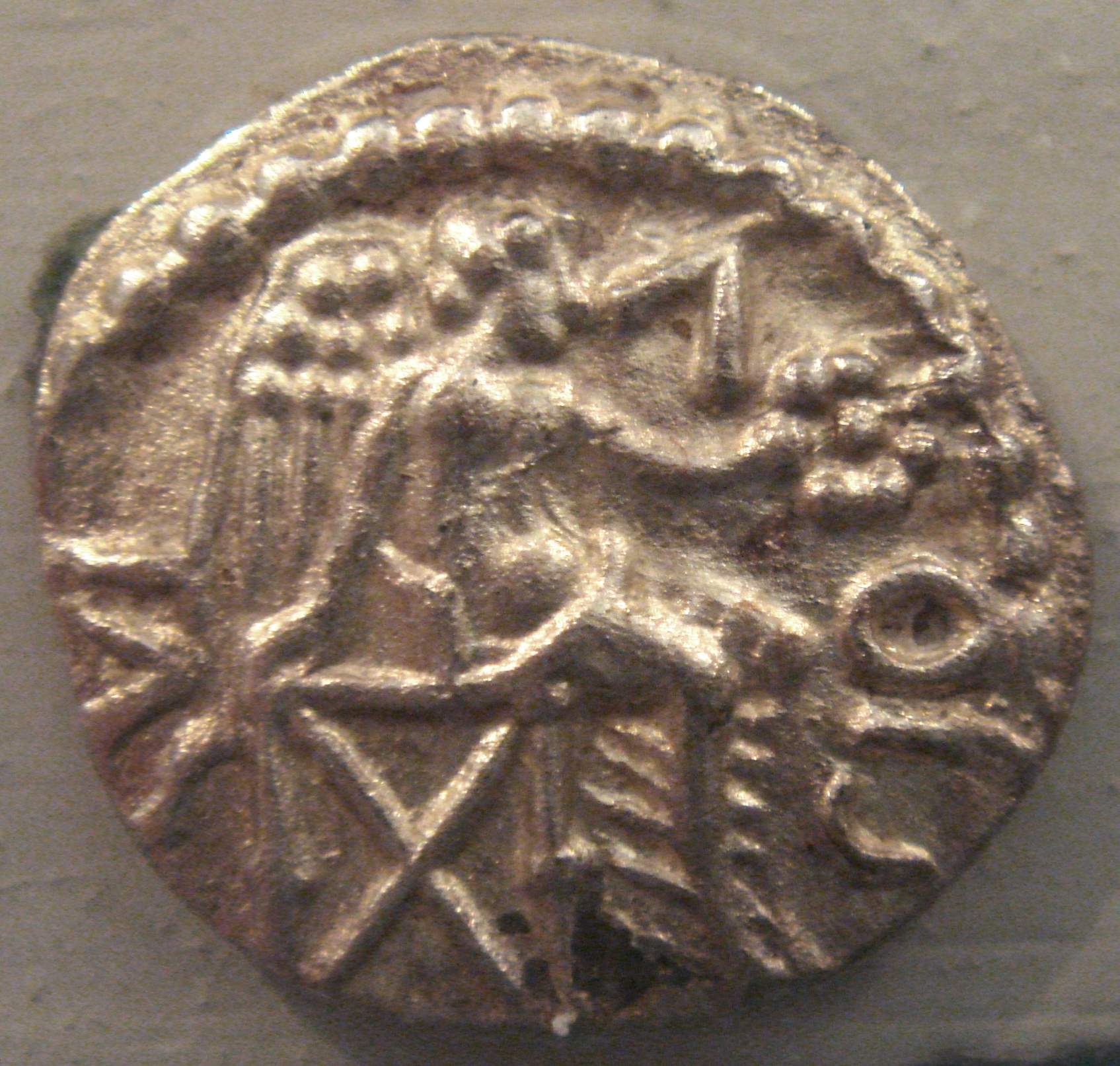